# Sanfilippodytes palliatus
Sanfilippodytes palliatus är en skalbaggsart som först beskrevs av Horn 1883.  Sanfilippodytes palliatus ingår i släktet Sanfilippodytes och familjen dykare. Inga underarter finns listade i Catalogue of Life.